# The Man from the Foothills
The Man from the Foothills è un cortometraggio muto del 1912 prodotto dalla Nestor. Il nome del regista non viene riportato nei credit.

## Produzione
Il film fu prodotto dalla Nestor Film Company.

## Distribuzione
Distribuito dalla Motion Picture Distributors and Sales Company, il film - un cortometraggio di una bobina - uscì nelle sale cinematografiche USA il 31 gennaio 1912, distribuito in seguito il 20 aprile dello stesso anno anche nel Regno Unito.